# Ута (Каљари)
Ута (итал. Uta) је насеље у Италији у округу Каљари, региону Сардинија.
Према процени из 2011. у насељу је живело 6831 становника. Насеље се налази на надморској висини од 7 м.

## Становништво
Према резултатима пописа становништва 2011. у општини је живело 7.859 становника.
| 1931. | 1936. | 1951. | 1961. | 1971. | 1981. | 1991. | 2001. | 2011. |
| ----- | ----- | ----- | ----- | ----- | ----- | ----- | ----- | ----- |
| 2.216 | 2.396 | 3.314 | 4.421 | 5.027 | 5.696 | 6.317 | 6.692 | 7.859 |